# Krzysztof Buchowski
Krzysztof Buchowski (ur. 1 kwietnia 1969 w Sejnach) – polski historyk, lituanista, wykładowca Uniwersytetu w Białymstoku, specjalista ds. stosunków polsko-litewskich.  

## Życiorys
Urodził się i wychował w Sejnach na Suwalszczyźnie. W 1988 podjął studia na filii Uniwersytetu Warszawskiego w Białymstoku, które ukończył w 1993 ze stopniem magistra historii. Sześć lat później obronił doktorat na Uniwersytecie w Białymstoku. W 2007 uzyskał habilitację w Instytucie Historii Polskiej Akademii Nauk. W marcu 2024 r. uzyskał tytuł profesora nauk humanistycznych. Zajmuje się głównie problematyką stosunków polsko-litewskich, w tym wzajemnym postrzeganiem obu narodów. 
W 2009 odznaczony Srebrnym Krzyżem Zasługi. 

## Wybrane publikacje
- Polacy w niepodległym państwie litewskim 1918–1940, Białystok 1999.
- Panowie i żmogusy. Stosunki polsko-litewskie w międzywojennych karykaturach, Białystok 2004.
- Szkice polsko-litewskie czyli o niełatwym sąsiedztwie w pierwszej połowie XX wieku, Toruń 2005.
- Litwomani i polonizatorzy. Mity, wzajemne postrzeganie i stereotypy w stosunkach polsko-litewskich w pierwszej połowie XX wieku, Białystok 2006.
- Polityka zagraniczna Litwy 1990–2012. Główne kierunki i uwarunkowania, Białystok 2013.
- Lato insurgentów. I powstanie śląskie i powstanie sejneńskie 1919, Katowice 2020 [współautor Lech Krzyżanowski].
- Historia polityczna Litwy 1987-2004. Od sowieckiej republiki związkowej do integracji ze światem Zachodu, Białystok 2023.